# Maîtrise boréale
La Maîtrise boréale est un chœur d'enfants mixte français créé en 1986.

## Histoire

### Création
La Maîtrise boréale a été créée en 1986 à l'initiative du Ministère de la Culture et la ville d'Avesnes-sur-Helpe.
Le nom original est la "Maitrise-école régionale".

### Renommage
Le chœur est renommé Maîtrise boréale en 1995.

### Popularité
La chorale devient très prestigieuse dans les années 1990 et 2000. Le compositeur Guy Reibel a composé une œuvre spécialement pour elle.
En 2003, elle participe à la La Foire aux Enfoirés.
La chorale travaille également en partenariat avec le lycée Jessé-de-Forest à la réalisation de l'opéra Didon et Enée d'Henry Purcell.

### Changement de gestionnaire
En septembre 2011, la gestion de la Maîtrise boréale passe à la communauté de communes du Coeur de l'Avesnois,.
Elle donne des concerts dans l'Avesnois.

### Accusations d'agressions sexuelles
Le chef de la chorale Bernard Dewagtère est accusé par plusieurs anciennes élèves d'agressions sexuelles pour des faits allégués dans les années 1990 jusqu'au debut des années 2000. Bernard Dewatègere est mis en examen en mars 2023,,,,,,.

## Localisation
Elle est implantée depuis octobre 1991 à Marcq-en-Barœul.

## Composition
Le chœur est composé d’une quarantaine de jeunes du collège Renaud-Barrault d’Avesnelles et des lycées du secteur.

## Discographie

### En tant que chœur
- 1994 : Les chemins du baroque / vol.8 (L'or et l'argent)...[16]
- 2001 : L'Or et l'argent du Haut Pérou[17]
- 2003 : Vêpres pour la nativite de la Vierge[18]
- 2004 : DiMotika[19]